# Opt milimetri (film)
Opt milimetri (în  engleză 8mm) este un film thriller⁠(d) neo noir din 1999 regizat de Joel Schumacher în baza unui scenariu de Andrew Kevin Walker. O producție germano-americană, filmul îl are în rol principal pe Nicolas Cage care interpretează un detectiv particular angajat să descopere autenticitatea unui film snuff⁠(d). În rolurile secundare apar Joaquin Phoenix, James Gandolfini, Peter Stormare și Anthony Heald.
Filmul a primit recenzii negative, dar a avut un succes la box office. Deși titlul sugerează că este o continuare, 8mm 2⁠(d) nu are nicio legătură cu acest film.

## Intriga
Detectivul particular Tom Welles este contactat de Daniel Longdale, avocat al doamnei Christian, al cărei soț a încetat recent din viață. În timp ce curățau seiful soțului său, ea și Longdale descoperă un film super-8mm⁠(d) care pare pare să prezinte uciderea unei fete. Doamna Christian dorește să cunoască adevărul, iar Welles este rugat de amândoi să nu copieze filmul și să păstreze investigația secretă.
După ce verifică dosarele persoanelor dispărute, Welles descoperă că fata este Mary Ann Mathews și decide să o viziteze pe mama sa, Janet, în Carolina de Nord. Acestuia i se permite să percheziționeze casa, iar pe parcursul cercetării descoperă jurnalul fetei unde aceasta menționează că pleacă la Hollywood să devină star de cinema. Înainte să plece, Welles o întreabă pe doamna Mathews dacă dorește să afle adevărul, indiferent cât de dureros este. Aceasta declară că dorește să știe ce s-a întâmplat cu fiica sa.
Odată ajuns la Hollywood, Welles intră în contact cu distribuitorii de pornografie fetișistă cu ajutorul lui Max California, angajat al unui magazin de filme XXX. Aceasta încearcă să afle dacă „filmele snuff⁠(d)” sunt într-adevăr reale sau dacă există vreo persoană care să aibă legătură cu filmul său. După ce ia legătura cu Eddie Poole - care selectează modele pentru filme pornografice - reușește să intre în contact cu regizorul Dino Velvet în ale cărui filme pornografice este prezent un bărbat pe nume „Machine” care violează și torturează femei. Cu scopul de a obține mai multe dovezi, Welles pretinde că este un client care dorește să comande un film BDSM regizat de Velvet și care îl are în rol principal pe Machine. Velvet este de acord și stabilește o întâlnire în New York.
Întâlnirea se dovedește a fi o ambuscadă. Longdale și Poole se întâlnesc cu acesta și îl amenință cu o armă de foc. În acel moment, Welles conștientizează că scenele din film sunt autentice. Domnul Christian l-a contactat pe Longdale cu scopul de a procura un film snuff și - deoarece nu a reușit să găsească - i-a cerut lui Velvet și Poole să producă unul. California este răpit, bătut și ținut ostatic de Velvet și Machine care îi cer lui Welles să le înmâneze singura copie a filmului. În timp ce Longdale și Welles merg să recupereze filmul din mașina celui din urmă, avocatul recunoaște că este impresionat că Welles a ajuns atât de departe cu investigația cerută de doamna Christian. Odată recuperat, Longdale și Velvet îl distrug, iar apoi îl ucid pe California. În timp ce se pregăteau să-l omoare și pe Welles, acesta le spune că domnul Christian a plătit un milion de dolari pentru film, iar Velvet, Poole și Machine au primit doar 50.000 de dolari, restul fiind în buzunarele lui Longdale. Un conflict izbucnește între aceștia, iar Velvet și Longdale sunt uciși. Welles îl rănește pe Machine și reușește să scape.
Welles o sună pe doamna Christian să-i transmită descoperirile sale și îi recomandă să meargă la poliție. Când ajunge la moșia acesteia, lui Welles i spune că doamna Christian s-a sinucis după ce a aflat vestea. A lăsat în urmă plicuri pentru Welles și familia Mathews: acestea conțin plata pentru investigația sa și mesajul „Încearcă să ne uiți”. Welles își avertizează soția panicată despre pericolul la care este expusă, îi cere să părăsească casa și îi remite jumătate din banii primiți.
Welles decide să-i facă dreptate lui Mary Ann prin uciderea celor implicați. Acesta se întoarce la Hollywood și îl urmărește pe Poole. După ce ajung împreună la locul filmării, acesta încearcă să-l ucidă, dar ezită. O contactează telefonic pe doamna Mathews, îi spune că fiica sa a fost ucisă și îi cere permisiunea să-i pedepsească pe cei responsabili. Când află adevărul, doamna Mathews începe să plângă isteric și îi spune acestuia că își iubește fiica. Odată încheiată conversația, Welles îl bate până la moarte pe Poole cu pistolul său, iar apoi îi incendiază cadavrul și materialele pornografice din mașină. Mai târziu, acesta descoperă adresa lui Machine în New York și îl atacă în propria casă. Welles îl demască și descoperă că este un bărbat chel cu ochelari pe nume George care îi declară că sadismul său nu are de-a face cu abuzurile, ci pur și simplu obține plăcere din uciderea altor persoane. Între cei doi are loc un conflict fizic, iar Welles îl ucide.
După ce se întoarce la familia sa, Welles îi dezvăluie soției sale cazul investigat în timp ce încearcă să proceseze toate faptele din cadrul anchetei. Câteva luni mai târziu, Welles primește o scrisoare de la doamna Mathews în care aceasta îi mulțumește și i se sugerează că doar lor le-a păsat de Mary Ann.

## Distribuție
- Nicolas Cage - Tom Welles
- Joaquin Phoenix - Max California
- James Gandolfini - Eddie Poole
- Peter Stormare - Dino Velvet
- Anthony Heald - Daniel Longdale
- Myra Carter⁠(d) - Mrs. Christian
- Catherine Keener - Amy Welles
- Norman Reedus - Warren Anderson
- Amy Morton⁠(d) - Janet Mathews
- Torsten Voges⁠(d) - Stick
- Luis Saguar⁠(d) - Manny
- Chris Bauer⁠(d) - George Anthony Higgins / Machine